# Jennifer Azzi
Jennifer Lynn Azzi (Oak Ridge, 31 agosto 1968) è un'ex cestista e allenatrice di pallacanestro statunitense, professionista nella ABL e nella WNBA.

## Carriera
Con gli Stati Uniti ha disputato i Giochi olimpici di Atlanta 1996, tre edizioni dei Campionati mondiali (1990, 1994, 1998) e due dei Campionati americani (1989, 1993).

## Palmarès
- Campionessa NCAA (1990)
- NCAA Basketball Tournament Most Outstanding Player (1990)
- All-ABL Second Team (1998)
- 2 volte migliore tiratrice da tre punti WNBA (1999, 2001)
- Migliore tiratrice di liberi WNBA (2000)